# Episodi di Il commissario Köster (venticinquesima stagione)
La venticinquesima stagione della serie televisiva Il commissario Köster è stata trasmessa in prima visione negli Germania da ZDF dal 9 febbraio 2001.
| n. | Titolo originale          | Titolo italiano          | Prima TV Germania | Prima TV Italia |
| -- | ------------------------- | ------------------------ | ----------------- | --------------- |
| 1  | Das zweite Leben          | Doppia vita              | 9 febbraio 2001   |                 |
| 2  | Ich töte dich             | Amore e morte            | 9 marzo 2001      |                 |
| 3  | Ich habe nicht geschossen | Un uomo crudele          | 25 maggio 2001    |                 |
| 4  | Bittere Rache             | Vecchi rancori           | 29 giugno 2001    |                 |
| 5  | Ein verlorenes Leben      | Il prezzo del silenzio   | 27 luglio 2001    |                 |
| 6  | Ein tödliches Ereignis    | Assalto al portavalori   | 14 settembre 2001 |                 |
| 7  | Verschmähte Liebe         | Amori incrociati         | 5 ottobre 2001    |                 |
| 8  | Der Zeuge                 | Il testimone             | 2 novembre 2001   |                 |
| 9  | Spiel mit dem Feuer       | Lettere dal carcere      | 30 novembre 2001  |                 |
| 10 | Du wirst sterben          | Morirai signora Ballrock | 28 dicembre 2001  |                 |